# 1761 год в музыке

## События
- Франческо Джеминиани посетил Дублин, где по вине слуги лишился ценной музыкальной рукописи, на которую композитор пожаловал много времени и труда. Как говорят, это происшествие ускорило его смерть.
- Двенадцатилетний Доменико Чимароза принят на учёбу в консерваторию Санта-Мария ди Лорето,[1] где проучился 11 лет.
- Йозеф Гайдн поступает на службу к князю Паулю II Антону Эстерхази — главы венгерской семьи Эстерхази.
- Бенджамин Франклин изобретает свой вариант стеклянной гармоники, быстро покоривший Европу.

## Классическая музыка
- Томас Арн — оратория «Юдифь» (Judith).
- Кристоф Виллибальд Глюк — балет «Дон Жуан» (Don Juan).
- Франсуа Жозеф Госсек — Sei sinfonie a più stromenti, op.5.
- Йозеф Гайдн — Symphony No. 6 («Le matin»), Symphony No. 7 («Le midi») и Symphony No. 8 («Le soir»).
- Иоганн Михаэль Гайдн — Symphony in C major.
- Вольфганг Амадей Моцарт — Menuetto фа мажор, KV 1d.[2]

## Опера
- Шарль-Гийом Александр[фр.] — «Жорж и Жоржетта» (фр. George et Georgette).
- Флориан Леопольд Гассман — опера-сериа «Катон в Утике» (Catone in Utica) и «Эцио» (Ezio).
- Бальдассаре Галуппи — «Всеобщий любимец» (итал. L'amante di tutte).
- Георг Филипп Телеман — комическая опера-серенада «Дон-Кихот на свадьбе у Комачо» (нем. Don Quichotte auf der Hochzeit des Comacho).[3]
- Кристоф Виллибальд Глюк — комическая опера «Одураченный кади» (фр. Le cadi dupé)[4]
- Антуан Довернь — лирическая трагедия «Умирающий Геркулес» (фр. Hercule mourant).
- Франсуа-Андре Филидор — комические оперы «Садовник и его господин» (фр. Le jardinier et son seigneur) и «Кузнец» (фр. Le maréchal ferrant).
- Иоганн Кристиан Бах — опера-сериа «Артаксеркс» (Artaserse) и «Катон в Утике» (Catone in Utica)
- Джоаккино Кокки — «Александр в Индии» (итал. Alessandro nelle Indie) и «Тит Манлий» (итал. Tito Manlio).

## Балет
- Кристоф Виллибальд Глюк — La halte des Calmouckes и Don Juan, ou Le festin de Pierre.

## Родились
- 20 января — Джованни Доменико Перотти (итал. Giovanni Domenico Perotti), итальянский композитор (умер в 1825).
- 22 января — Георг Николаус фон Ниссен[англ.], датский дипломат и историк музыки, автор одной из первых биографий Моцарта (умер в 1826).
- 26 января — Йенс Цитлиц[англ.], норвежский священник и автор песен (умер в 1821).
- 12 февраля — Ян Ладислав Дусик, чешский композитор и пианист (умер в 1812).
- 15 февраля — Джейкоб Кимбалл-младший (англ. Jacob Kimball, Jr.), один из первых американских композиторов (умер в 1826).
- 20 февраля — Иоганн Кристиан Людвиг Абель, немецкий пианист и композитор (умер в 1838).
- 22 февраля — Эрик Тулиндберг[англ.], один из первых финских композиторов (умер в 1814).
- 20 апреля — Иоганн Готтлиб Карл Шпацир[англ.], немецкий певец и композитор, преподаватель, профессор, советник, писатель и публицист (умер в 1805).
- 13 июня — Антон Враницкий, чешско-австрийский композитор, дирижёр и скрипач, представитель венской классической школы, младший брат композитора Пауля Враницкого (умер в 1820).
- 20 июля — Жозеф Лефебр (фр. Joseph Lefebvre), французский композитор.
- 16 августа — Евстигней Ипатьевич Фомин, русский композитор (умер в 1800).
- 14 сентября — Павел Машек[чеш.], чешский органист и композитор (умер в 1826).
- 24 сентября — Фридрих Людвиг Эмилиус Кунцен, немецкий композитор и дирижёр, большую часть жизни проживший в Дании (умер в 1817).
- 1 ноября — Анджело Анелли, итальянский либреттист и писатель (умер в 1820).
- дата неизвестна — Джон Эндрю Стивенсон, ирландский композитор (умер в 1833).

## Умерли
- 3 января — Феш, Виллем де[англ.], голландский басовый скрипач-вирутоз и композитор (род. в 1687).[5]
- 16 января — Антонин Йиранек[чеш.], чешский скрипач и композитор (род. в 1712).
- 18 января — Франческо Фео, итальянский композитор и музыкальный педагог (род. в 1691).
- 15 февраля — Карло Чечере, итальянский композитор и инструменталист (род. в 1706).
- 7 марта — Антонио Палелла[итал.], итальянский композитор и клавесинист (род. в 1692).[6]
- 27 марта — Иоганн Людвиг Штайнер (нем. Johann Ludwig Steiner), швейцарский музыкант, композитор и часовой мастер (род. в 1688).[7]
- 3 апреля (похоронен) — Христиан Фердинанд Абель, немецкий музыкант, исполнитель на скрипке и виоле да гамба (род. в 1682).
- 12 июня — Майнрад Шпис[нем.], немецкий композитор (род. в 1683).
- 9 июля — Карл Готхельф Герлах[нем.], немецкий скрипач, органист и композитор, ученик И. С. Баха (род. в 1704).
- 8 сентября — Шарлотта Элизабет Небель[нем.], немецкая поэтесса (автор гимнов) и писательница (род. в 1727)
- дата неизвестна — Ньюбург Хэмилтон[англ.], ирландский писатель и либреттист (род. в 1691).